# Xã Chariton, Quận Chariton, Missouri
Xã Chariton (tiếng Anh: Chariton Township) là một xã thuộc quận Chariton, tiểu bang Missouri, Hoa Kỳ. Năm 2010, dân số của xã này là 246 người.